# Organisme de radio télévision olympique 92

L'Organisme de radio télévision olympique 92 (ORTO 92) est un consortium destiné à la diffusion des Jeux olympiques d'hiver de 1992 à la télévision et à la radio.
L'ORTO 92 était installé au Centre international de radio-télévision de Moûtiers. Celui-ci, 22 500 m², équipé pour les retransmissions télévisées, a accueilli 46 organismes de radio-télé. Son siège social était situé à la Maison de la Radio à Paris.
Durant ces jeux olympiques, le consortium ORTO 92, coordonné par les chaînes publiques françaises Antenne 2 et FR3, a créé une chaîne dédiée éphémère Euro HD diffusée localement et par satellite - reprise par certains réseaux câblés - chaîne qui visait à promouvoir la télévision haute définition au format HD Mac diffusé en D2MAC.